# Rose-Lucille Meuniez de Caron

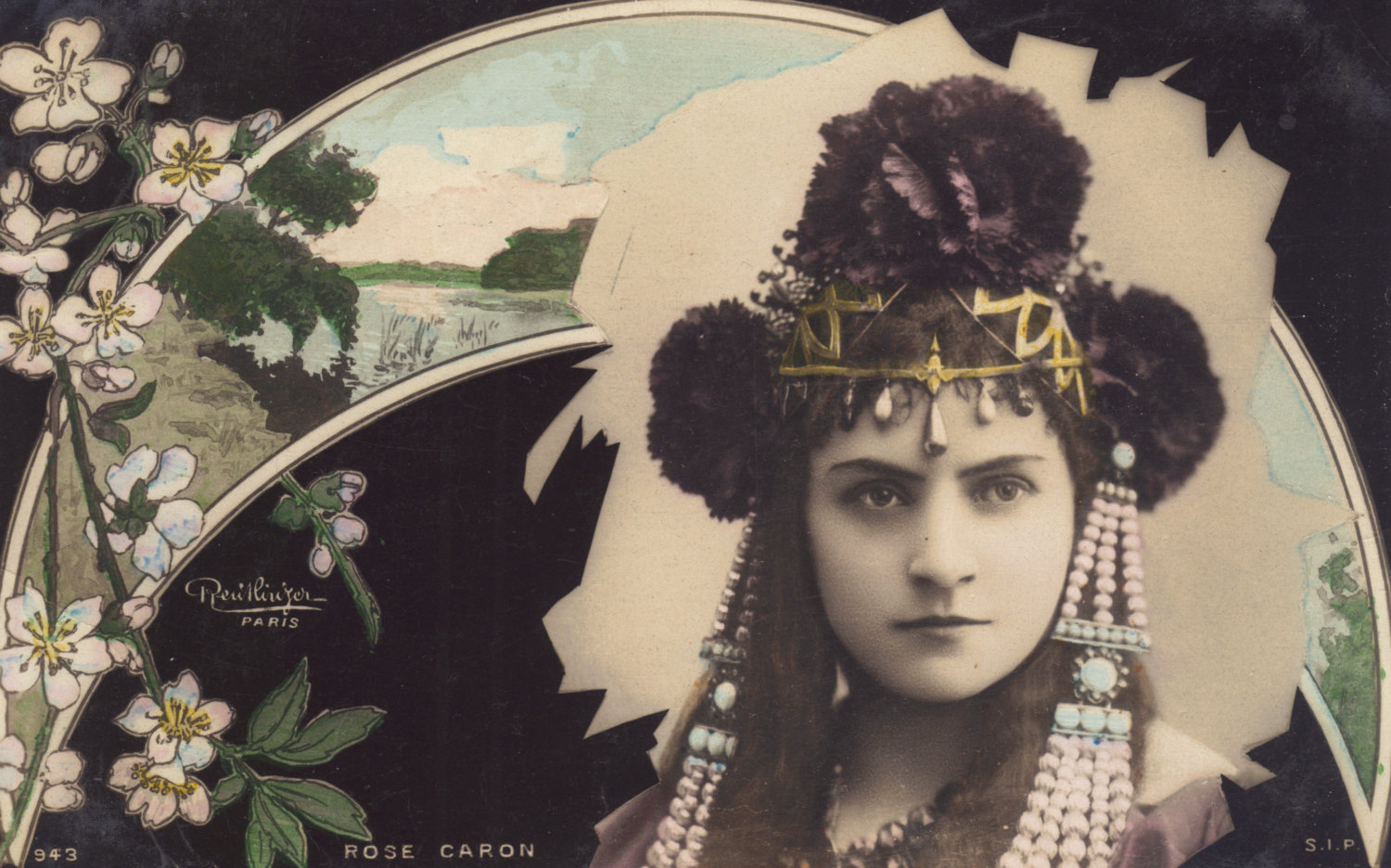
Pamflet promocional de Rose Caron.

Rose-Lucille Meuniez de Caron (Monnerville, 17 de novembre de 1857 - París, 9 d'abril de 1930), coneguda artísticament com a Rose Caron, fou una cantant soprano d'òpera.

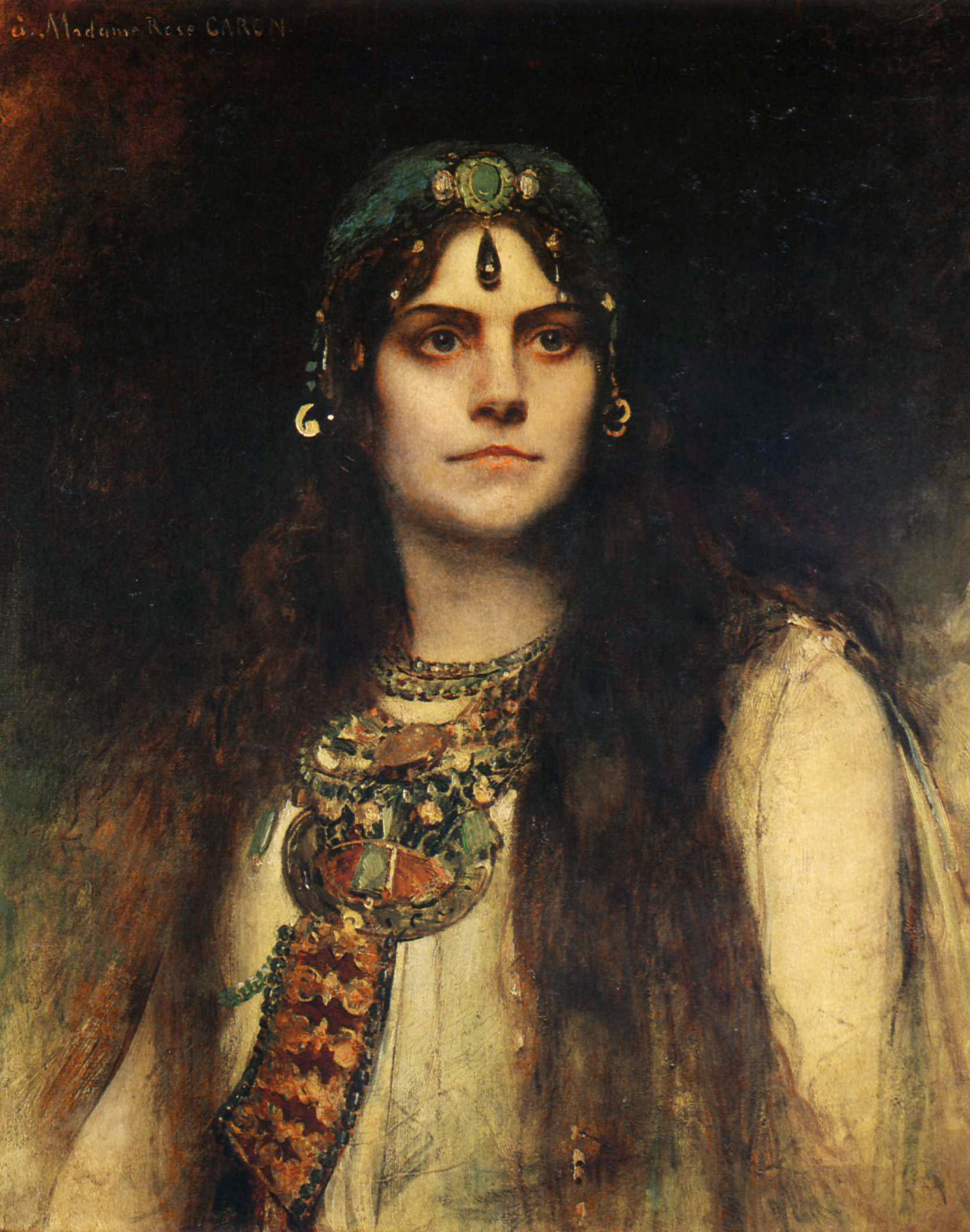
Rose-Lucille en el rol de l'òpera Salammbô

Estudià al Conservatori de París i el 1882 aconseguí un segon premi de cant, llavors fou contractada per l'empresa dels concerts de Pasdeloup. Després passà al teatre de la Moneda de Brussel·les, on fou molt ben acollida, i el 1885 aconseguí un gran triomf amb el rol de Brunehilde de l'òpera Sigurd de Reyer, sent llavors contractada per l'Òpera de París per cantar la mateixa, i assolint també un èxit clamorós.
Després de dos anys tornà al Teatre de la Moneda, i més tard va estar a París (Òpera i Òpera Còmica), on va cantar les principals obres dels repertoris clàssic i modern. Fou professora del Conservatori de la capital francesa.